# James Robert Golka
James Robert Golka (Grand Island, 22 settembre 1966) è un vescovo cattolico statunitense, dal 30 aprile 2021 vescovo di Colorado Springs.

## Biografia
James Robert Golka è nato a Grand Island, nel Nebraska, il 22 settembre 1966 ed è il quarto dei dieci figli di Robert e Patricia Golka.

### Formazione e ministero sacerdotale
Ha frequentato la Grand Island Central Catholic High School e nel 1985 si è iscritto alla Creighton University di Omaha dove nel 1989 ha conseguito il Bachelor of Arts in filosofia. Dal 1989 al 1990 ha prestato servizio come volontario missionario laico gesuita nelle missioni tra i nativi americani nel Dakota del Sud. Dal 1990 al 1994 ha compiuto gli studi ecclesiastici presso il seminario "San Paolo" di Saint Paul concludendoli con un Master of Divinity e Master of Arts in teologia sacramentaria.
Il 3 giugno 1994 è stato ordinato presbitero per la diocesi di Grand Island da monsignor Lawrence James McNamara. In seguito è stato vicario parrocchiale della parrocchia di San Giacomo a Kearney dal 1994 al 2000; vicario parrocchiale della parrocchia del Santo Rosario ad Alliance dal 2000 al 2001; parroco della parrocchia di Nostra Signora di Guadalupe a Scottsbluff dal 2001 al 2006; parroco della parrocchia di San Patrizio a North Platte dal 2006 al 2016; rettore della cattedrale della Natività della Beata Vergine Maria a Grand Island dal 2016 e vicario generale dal 2018.
È stato anche membro del collegio dei consultori, membro del consiglio presbiterale, direttore della formazione permanente del clero, direttore dei ritiri giovanili diocesani, presidente della federazione della commissione liturgica, presidente del consiglio del personale, membro del consiglio diocesano delle finanze, membro del consiglio delle pensioni e membro del consiglio scolastico delle scuole cattoliche di Grand Island Central.

### Ministero episcopale
Il 30 aprile 2021 papa Francesco lo ha nominato vescovo di Colorado Springs. Ha ricevuto l'ordinazione episcopale il 29 giugno successivo nella chiesa dei Santi Apostoli a Colorado Springs dall'arcivescovo metropolita di Denver Samuel Joseph Aquila, co-consacranti il vescovo di Grand Island Joseph Gerard Hanefeldt e il vescovo emerito di Colorado Springs Michael John Sheridan. Il giorno successivo è stato accolto nella cattedrale di Santa Maria a Colorado Springs. Come motto ha scelto l'espressione "Stewards of God's Mysteries", tratta dal versetto 4,1 della Prima lettera ai Corinzi.

## Genealogia episcopale
La genealogia episcopale è:
- Cardinale Scipione Rebiba
- Cardinale Giulio Antonio Santori
- Cardinale Girolamo Bernerio, O.P.
- Arcivescovo Galeazzo Sanvitale
- Cardinale Ludovico Ludovisi
- Cardinale Luigi Caetani
- Cardinale Ulderico Carpegna
- Cardinale Paluzzo Paluzzi Altieri degli Albertoni
- Papa Benedetto XIII
- Papa Benedetto XIV
- Papa Clemente XIII
- Cardinale Marcantonio Colonna
- Cardinale Giacinto Sigismondo Gerdil, B.
- Cardinale Giulio Maria della Somaglia
- Cardinale Carlo Odescalchi, S.I.
- Cardinale Costantino Patrizi Naro
- Cardinale Lucido Maria Parocchi
- Papa Pio X
- Papa Benedetto XV
- Papa Pio XII
- Cardinale Francis Joseph Spellman
- Cardinale Terence James Cooke
- Vescovo Howard James Hubbard
- Arcivescovo Harry Joseph Flynn
- Arcivescovo Samuel Joseph Aquila
- Vescovo James Robert Golka